# Mo'allem Kalāyeh
Mo'allem Kalāyeh (persiska: معلّم کلایه, Mo’allem Kalāyeh) är en ort i Iran.   Den ligger i provinsen Qazvin, i den norra delen av landet, 120 km nordväst om huvudstaden Teheran. Mo'allem Kalāyeh ligger 1 597 meter över havet och antalet invånare är 2 196.
Terrängen runt Mo'allem Kalāyeh är bergig åt nordost, men åt sydväst är den kuperad. Runt Mo'allem Kalāyeh är det ganska tätbefolkat, med 108 invånare per kvadratkilometer. Mo'allem Kalāyeh är det största samhället i trakten. Trakten runt Mo'allem Kalāyeh består i huvudsak av gräsmarker.